# 鳞斑蜂鸟
，是雨燕目蜂鸟科的一种鸟类，是鳞斑蜂鸟属（学名：Adelomyia）的唯一一种。
鳞斑蜂鸟体重约4.93克，翼长约53.1毫米，嘴峰长约17.9毫米，喙宽度约2.6毫米，喙厚度约2.1毫米，跗蹠长约6毫米，尾长约35.4毫米。鳞斑蜂鸟在其分布区内为留鸟，其栖息在密集的高大树木组成的森林中，食性为草食性，主要食物来源是植物的花蜜。

## 亚种
- ：分布于哥伦比亚西部和中部的安第斯山脉地区。
- ：分布于哥伦比亚东部安第斯山脉地区。
- ：分布于委内瑞拉和哥伦比亚至秘鲁北部的安第斯山脉地区。
- ：分布于哥伦比亚南部（威拉省马格达莱纳河谷上游）。
- ：分布于哥伦比亚-委内瑞拉边境地区。
- ：分布于委内瑞拉中部和北部的山地。
- ：分布于秘鲁东部的安第斯山脉（亚马孙省至库斯科省）。
- ：分布于哥伦比亚西南部、厄瓜多尔和秘鲁北部的安第斯山脉地区。
- ：分布于秘鲁东南部（普诺省）、玻利维亚和阿根廷西北部（胡胡伊省和萨尔塔省）。[4]